# Eskdale (Cumbria)
Eskdale est une vallée et une paroisse civile de Cumbria, située dans le nord-ouest de l'Angleterre.